# Liste der Monuments historiques in Saint-Gilles-Pligeaux
Die Liste der Monuments historiques in Saint-Gilles-Pligeaux führt die Monuments historiques in der französischen Gemeinde Saint-Gilles-Pligeaux auf.

## Liste der Bauwerke
| Bezeichnung            | Beschreibung | Standort                 | Kennzeichnung | Schutzstatus | Datum | Bild           |
| ---------------------- | ------------ | ------------------------ | ------------- | ------------ | ----- | -------------- |
| Tumulus von Colleredo  |              | (Lage)                   | PA00089627    | Inscrit      | 1969  |                |
| Menhir 1 von Kergornec |              | (Lage)                   | PA00089626    | Classé       | 1971  | weitere Bilder |
| Menhir 2 von Kergornec |              | (Lage)                   | PA00089625    | Classé       | 1971  | weitere Bilder |
| Menhir von Crec’h Ogel |              | (Lage)                   | PA00089624    | Classé       | 1971  | weitere Bilder |
| Brunnen                |              | Rue des Fontaines (Lage) | PA00089623    | Classé       | 1953  | weitere Bilder |
| Kirche St-Gilles       |              | (Lage)                   | PA00089622    | Classé       | 2003  | weitere Bilder |
| Kapelle St-Laurent     |              | (Lage)                   | PA00089621    | Classé       | 1979  | weitere Bilder |

## Liste der Objekte

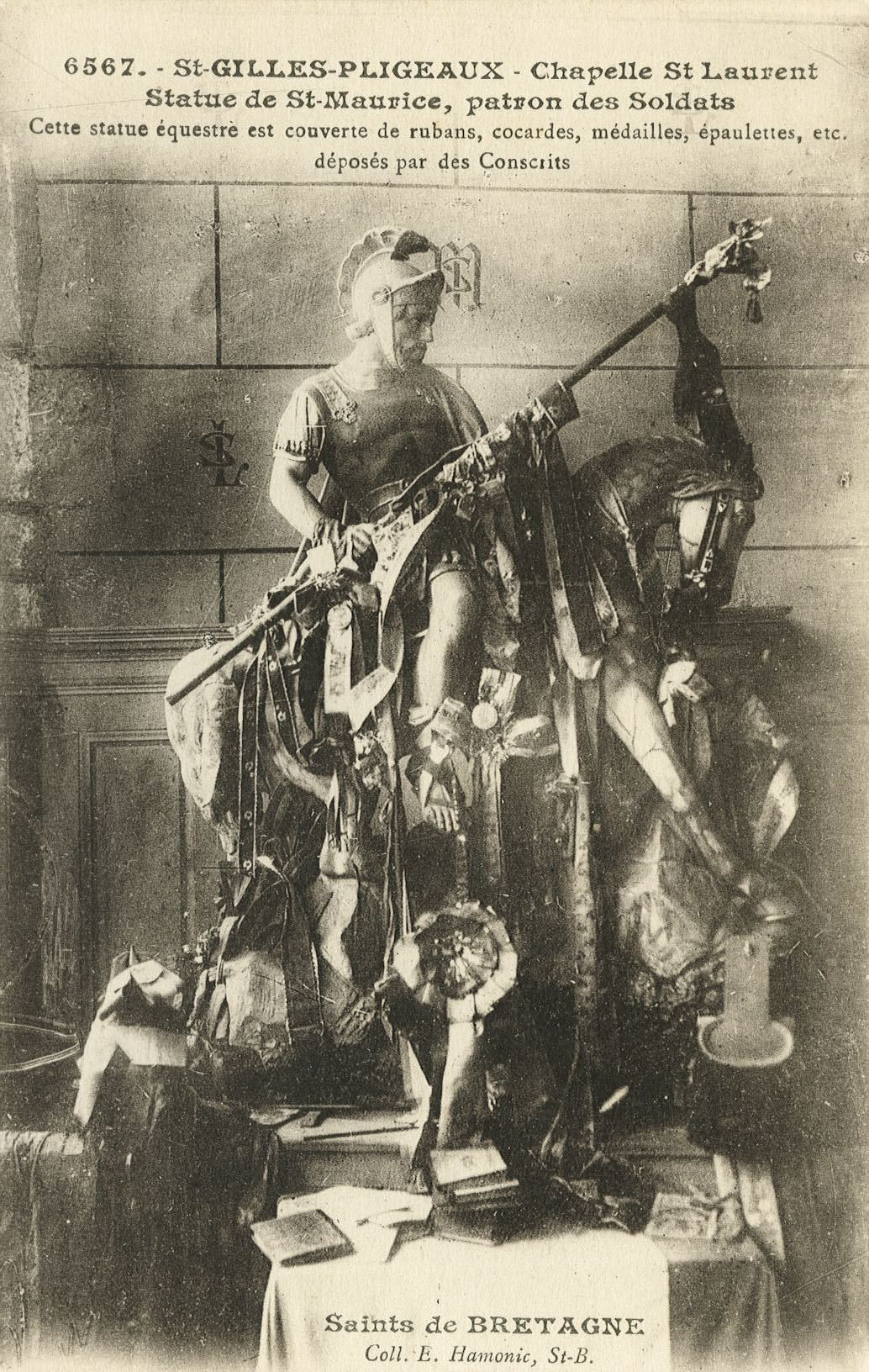
Skulptur des heiligen Maurice in der Kapelle St-Laurent

- Monuments historiques (Objekte) in Saint-Gilles-Pligeaux in der Base Palissy des französischen Kultusministeriums